# Dionysiuskirche (Grunbach)

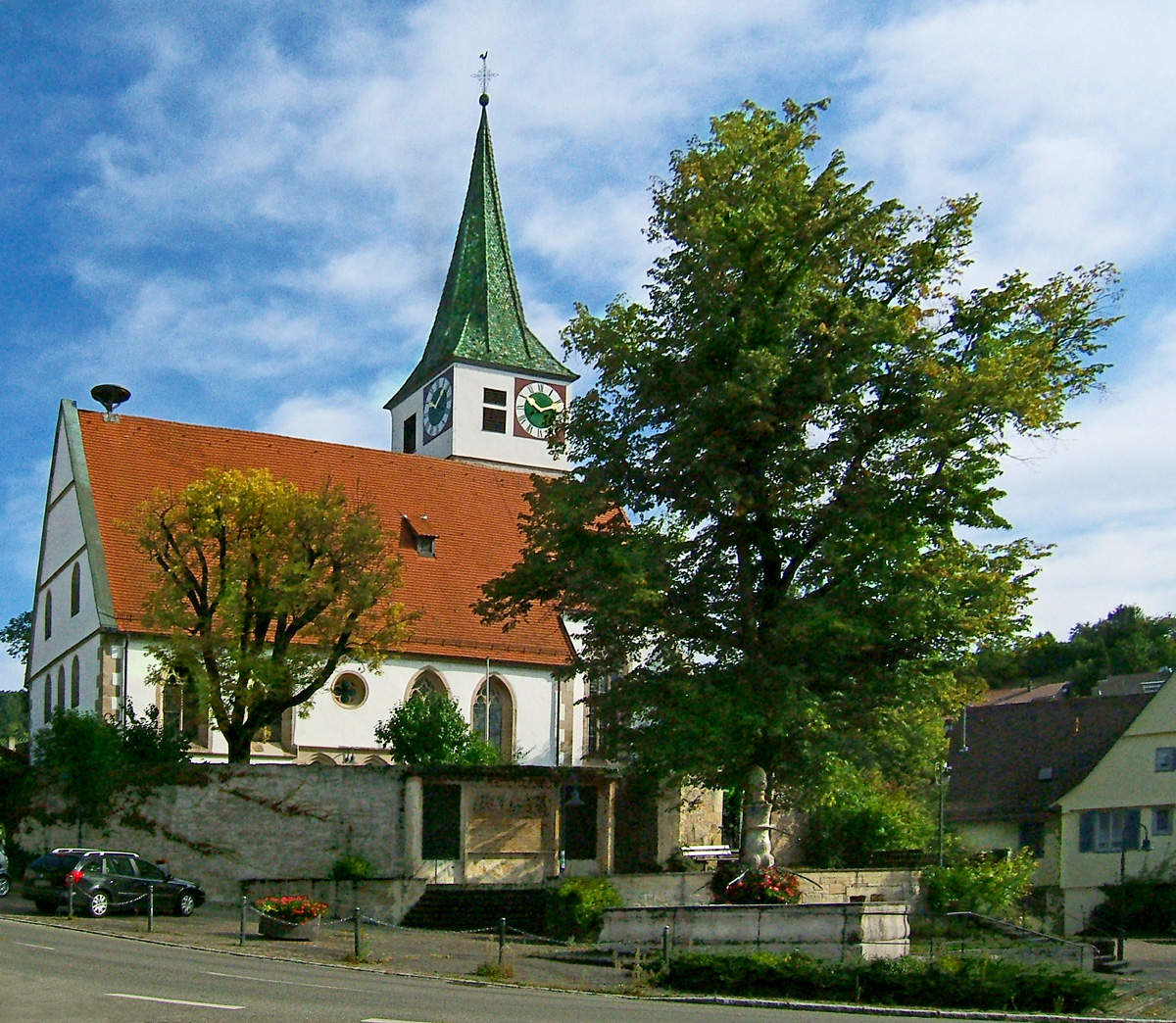
Dionysiuskirche mit Kirchplatz

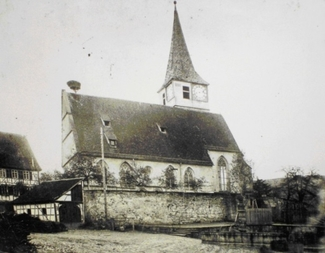
Die Dionysiuskirche vor 1895

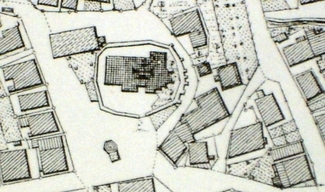
Karte des Kirchenbezirks von 1832

Die evangelische Dionysiuskirche ist ein Wahrzeichen von Grunbach, einem Ortsteil der Gemeinde Remshalden im Rems-Murr-Kreis in Baden-Württemberg. Die 1481 fertiggestellte Pfarrkirche ist eine ursprünglich dem Heiligen Dionysius (1451) und später Veranus (1537) gewidmete Wehrkirche.

## Geschichte
Als Chorseitenturmkirche wurde sie 1481 an Stelle einer Vorgängerkirche, die vermutlich aus dem 11. oder 12. Jahrhundert stammte, gebaut. 1863 wurde diese Kirche durch Christian Friedrich von Leins gotisierend korrigiert und verändert (u. a. Fenster und Chorbogen). Der achtseitige Turmhelm ist noch spätgotisch.

## Ausstattung
Der Chor hat einen 3/8 Chorschluss und ist mit einem einzigen Rippenstern gewölbt. Das Langhaus des Kirchenschiffs hat ein Holztonnen-Gewölbe von 1964. Die Sandsteinkanzel ist vom Anfang des 17. Jahrhunderts; deren Schalldeckel um 1720. Das Kruzifix ist ein vorzügliches Schnitzwerk des frühen 16. Jahrhunderts aus dem Umkreis von Hans Seyfer. Ein romanischer Taufstein stammt aus der Zeit um 1200. Im Chor befindet sich das Grabmal für Johannes Lins, Priester aus Winnenden (gest. 1517), mit der Figur des Verstorbenen in flachem Relief. Die Bleiglasfenster im Chor sind von Wolf-Dieter Kohler von 1964. Im Schiff befinden sich zwei Fenster von Hans Gottfried von Stockhausen von 1999.
Die Kirche ist eingebunden in eine Wehrkirchenarchitektur. Das Steinkirchenbauwerk ist umgeben von einer Ringmauer, die wegen des abfallenden Geländes auf der Ost- und Südseite starke Stützpfeiler aufweist. Der dreigeschossige Turm besitzt Schießscharten. In der südlichen Mauer befinden sich zwei Steinkreuze (vermutlich Sühnekreuze) mit eingemeißeltem Winzermesser („Horbe“) und ein mittelalterlicher Ortsarrest (dem sog. „Karräsperle“).

### Glocken
Das Geläute besteht aus 4 Glocken, dies sind die Domenika (es1), Betglocke (f1), Kreuzglocke (as1), Taufglocke (c2). Die älteste der Glocken stammt aus dem Jahr 1786, die anderen wurden 1954 gegossen.

## Bilder

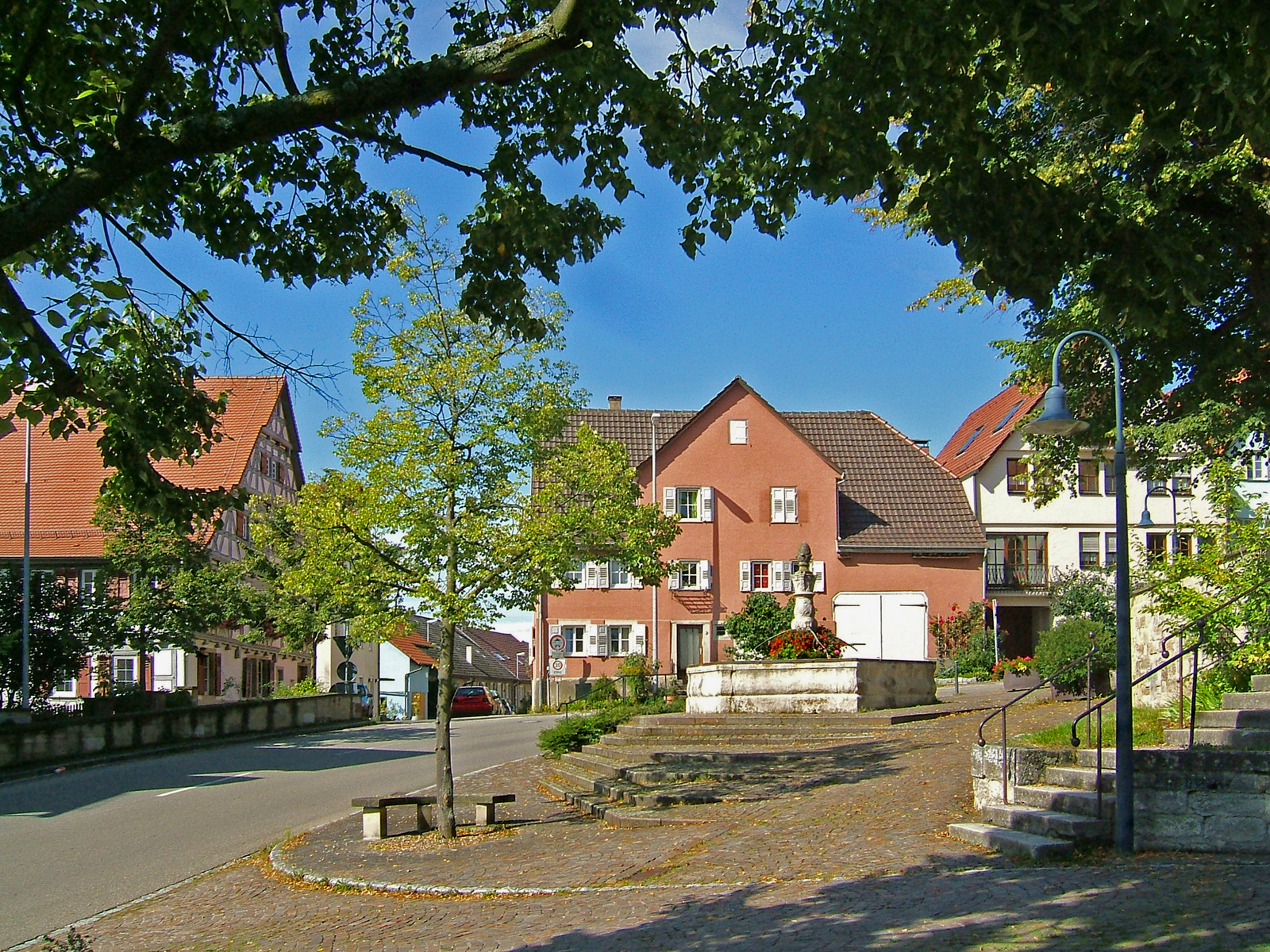
Kirchplatz mit Kirchbrunnen
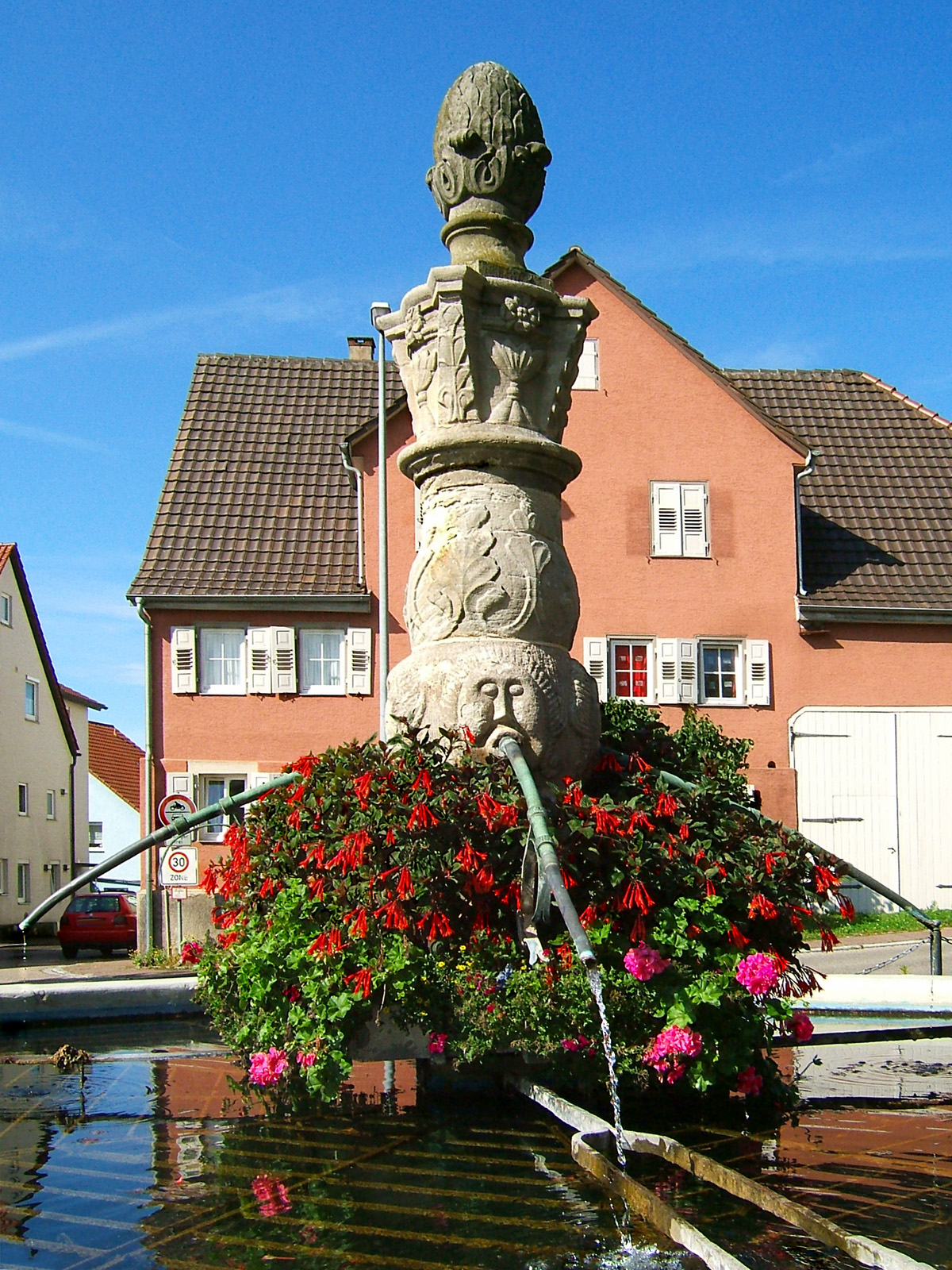
Kirchbrunnen
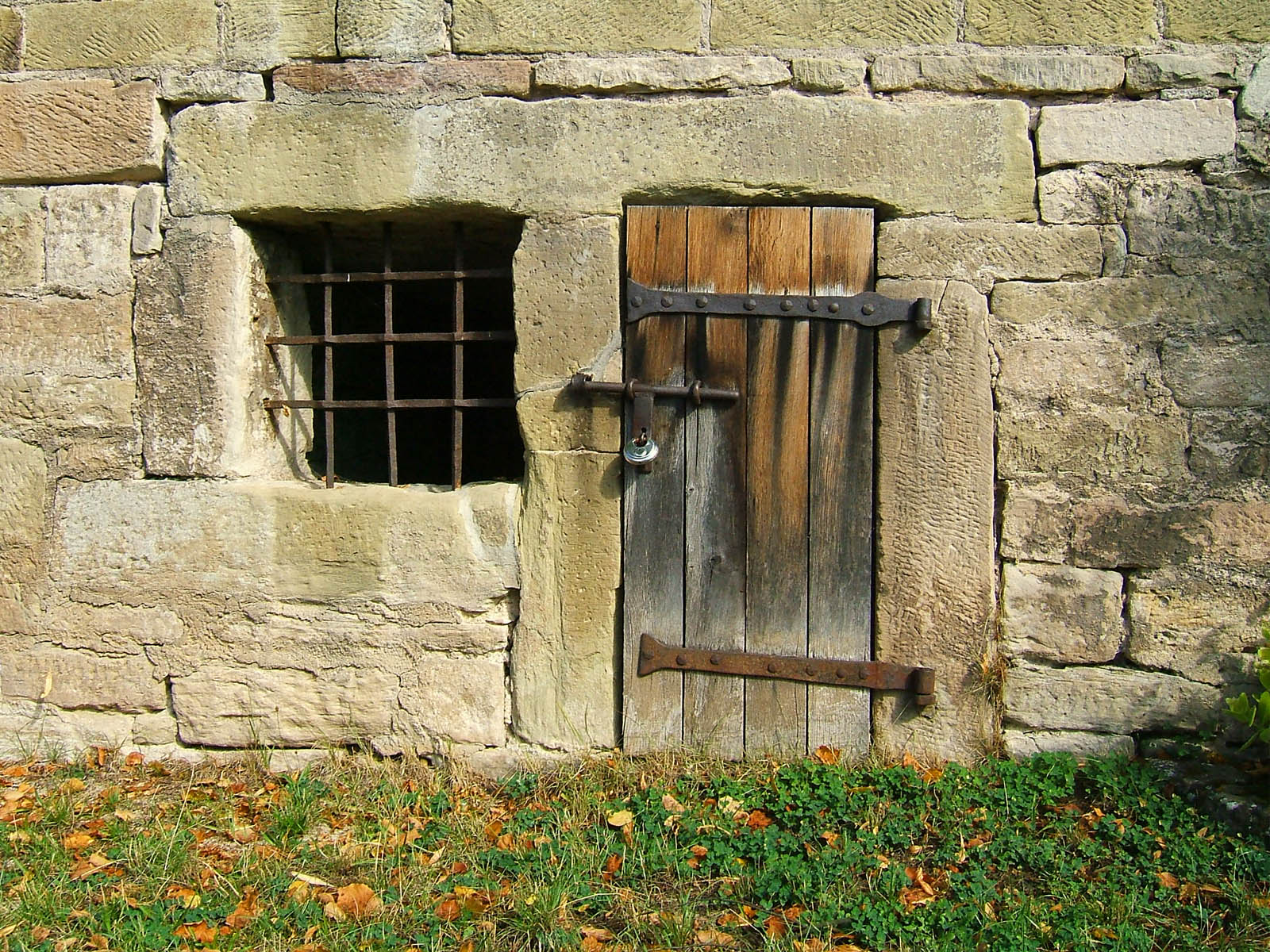
Karräsperle
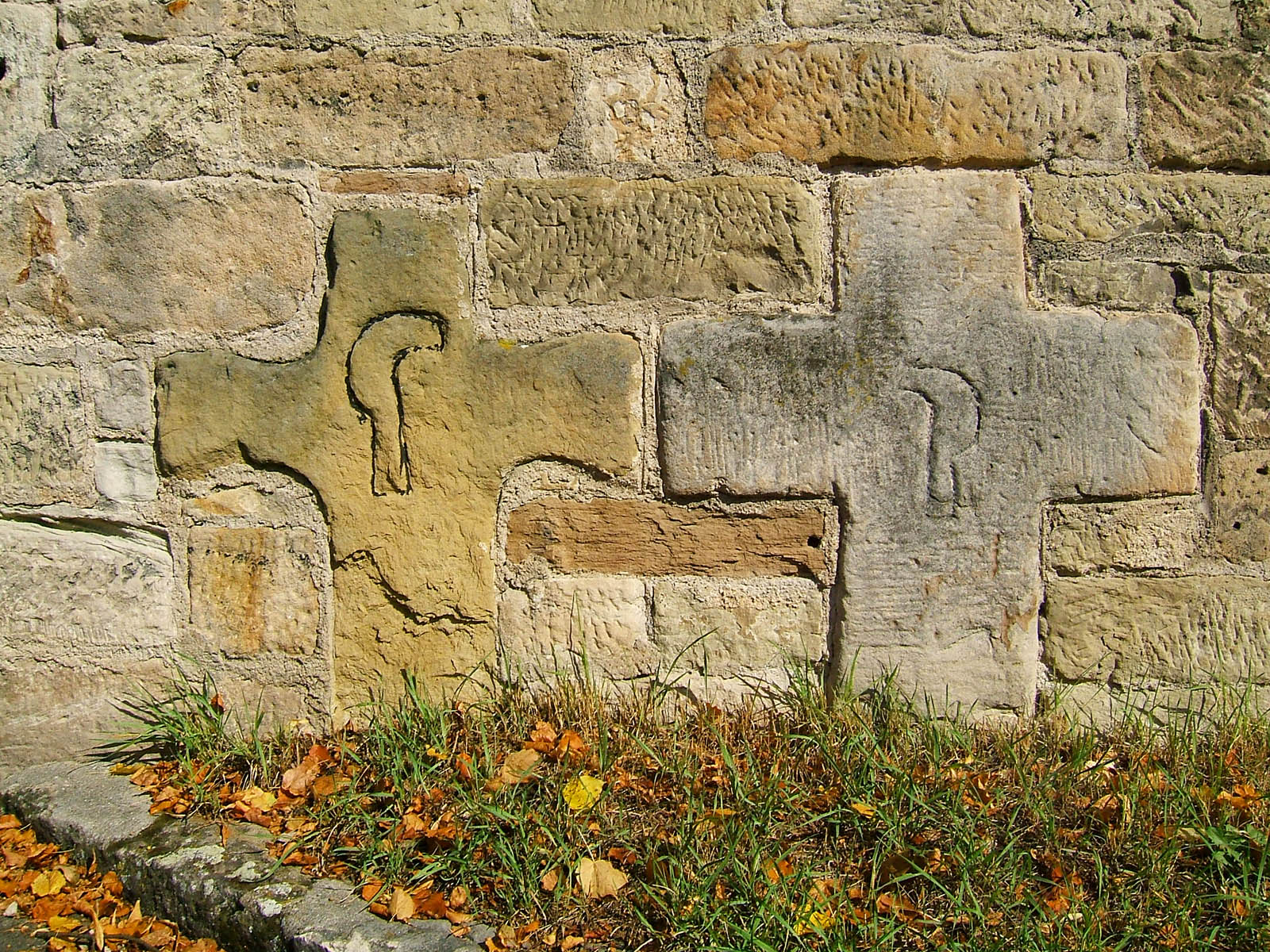
Steinkreuze in der Kirchmauer
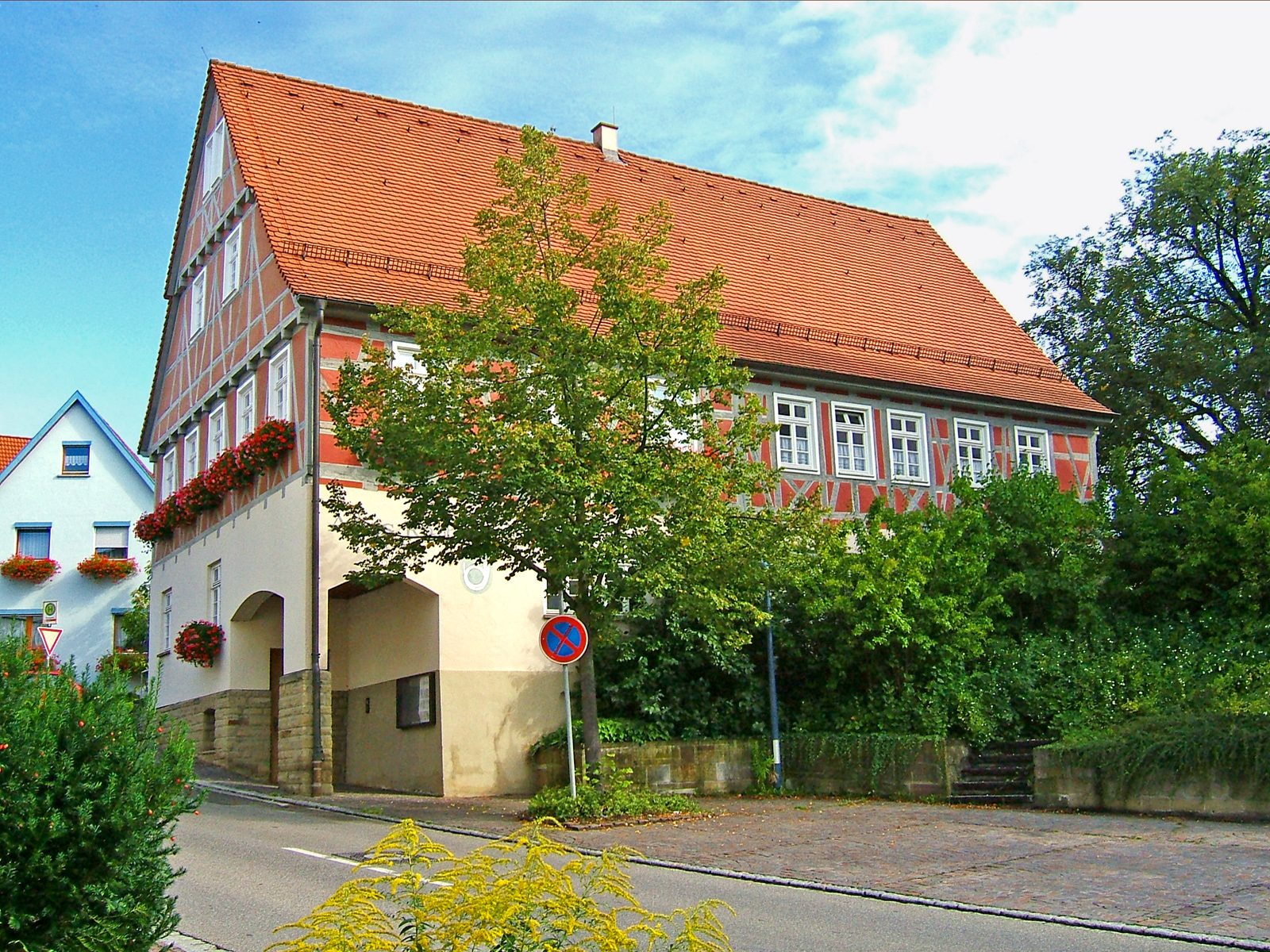
Altes Rathaus am Kirchplatz
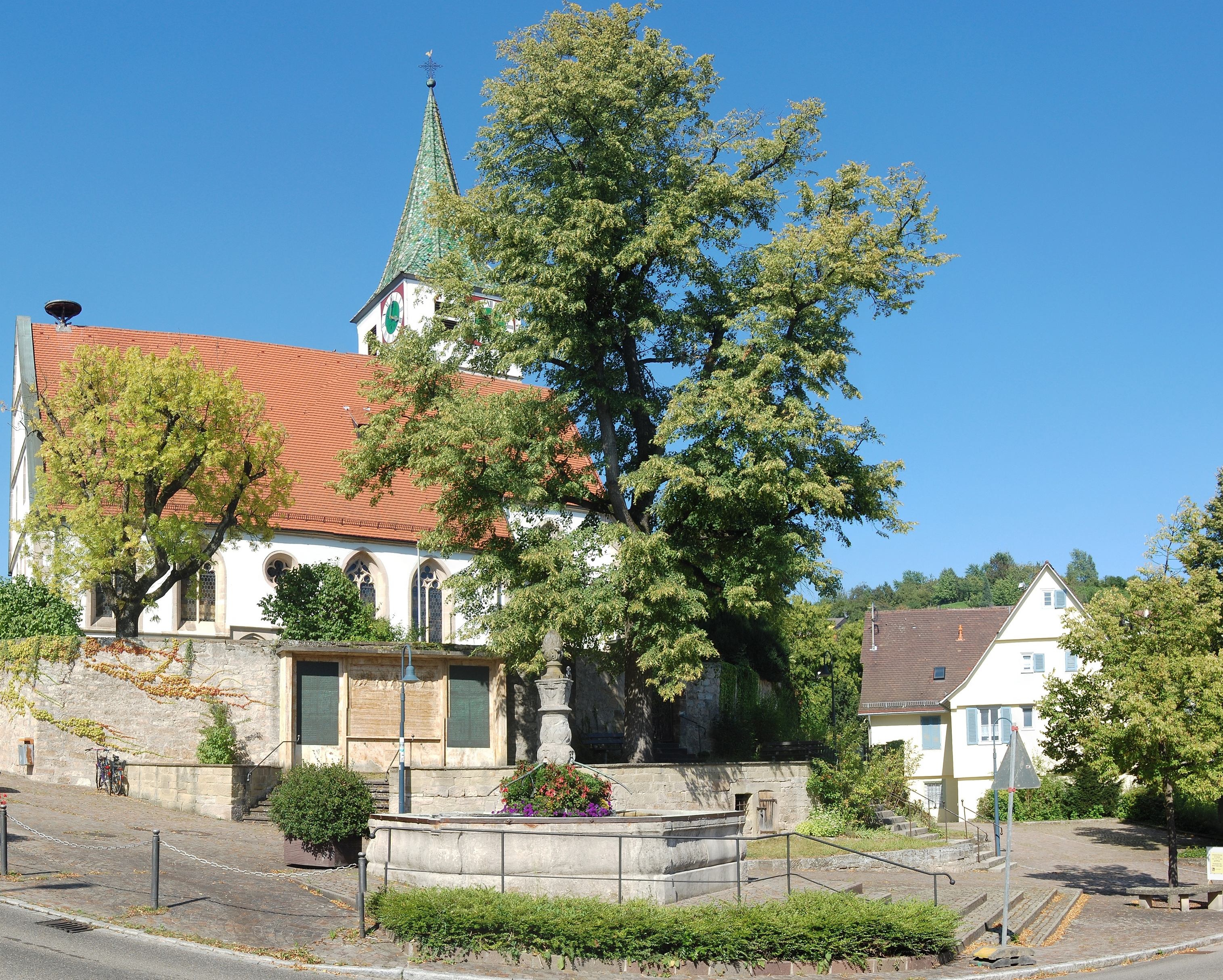
Kirche mit Wehrmauer
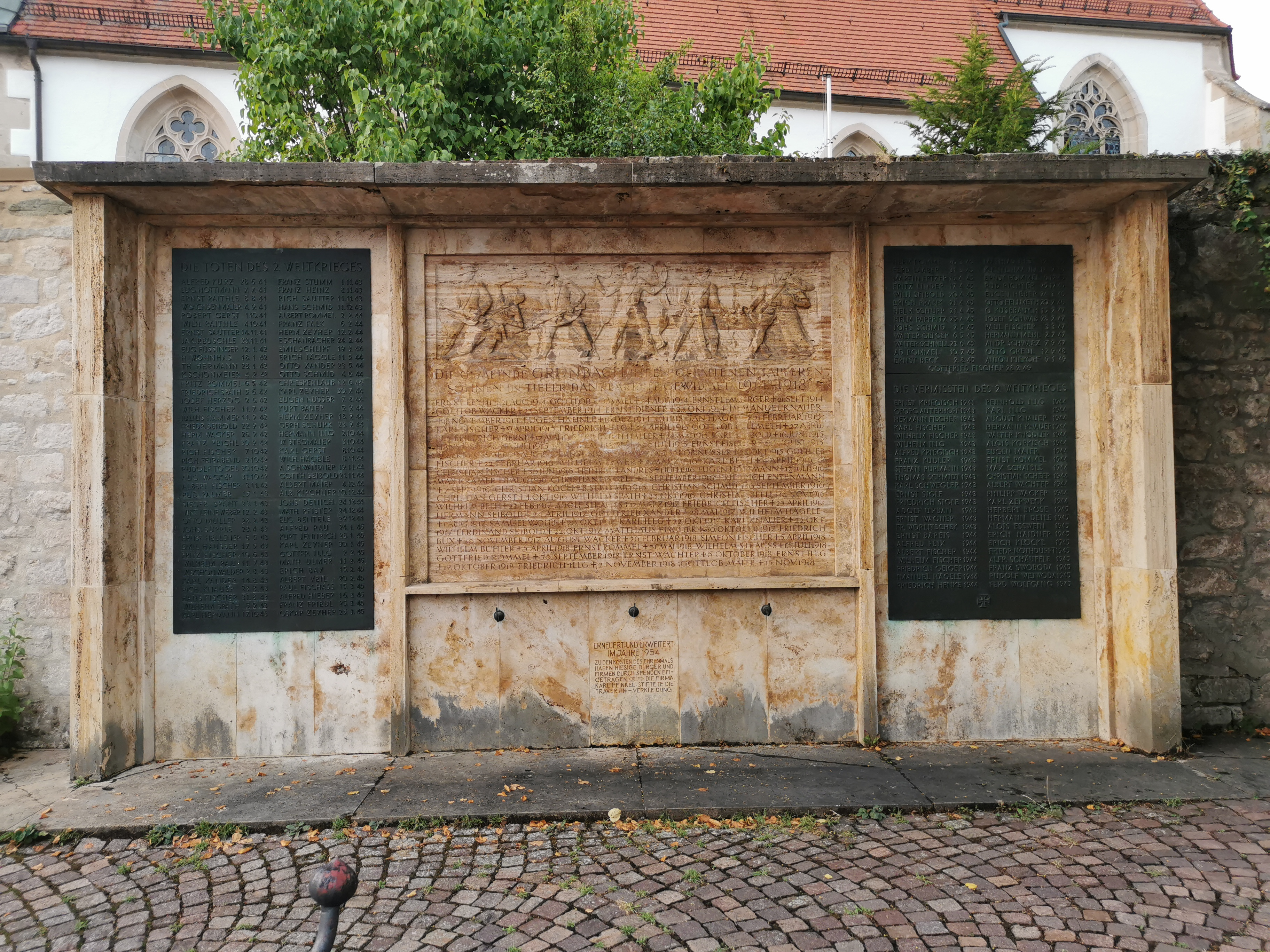
Ehrenmal für die Gefallenen der beiden Weltkriege
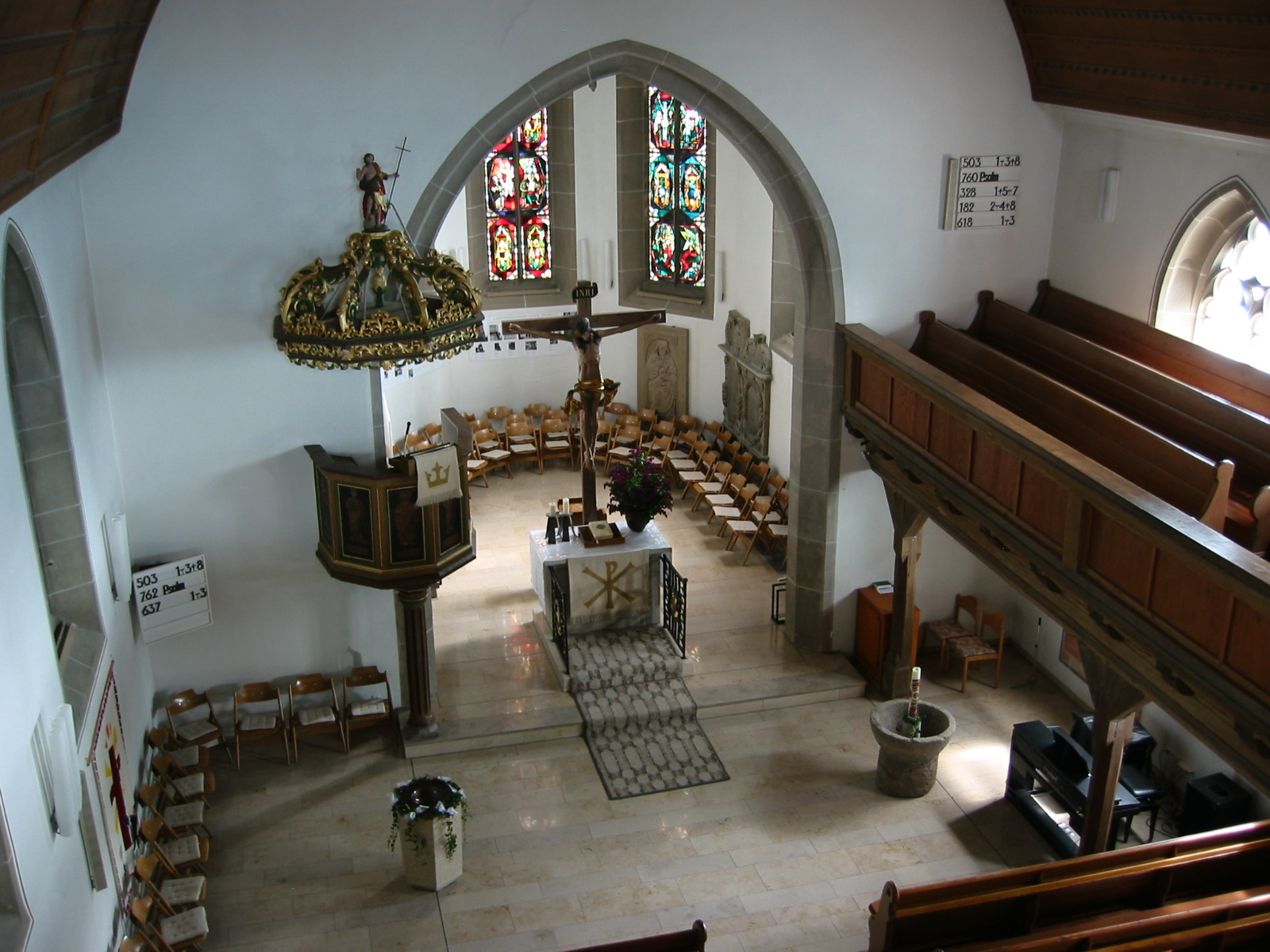
Innenansicht der Kirche